# Josh Trank
Joshua Benjamin Trank (Los Angeles, 1984. február 19. –) amerikai filmrendező, forgatókönyvíró, vágó és filmszínész.
Filmrendezései közé tartozik Az erő krónikája (2012), A fantasztikus négyes (2015) és a Capone (2020).

## Filmográfia
| Év   | Magyar cím            | Eredeti cím    | Feladatkör | Feladatkör | Feladatkör | Megjegyzések                     |
| Év   | Magyar cím            | Eredeti cím    | Rendező    | Író        | Egyéb      | Megjegyzések                     |
| ---- | --------------------- | -------------- | ---------- | ---------- | ---------- | -------------------------------- |
| 2009 | A rajongó             | Big Fan        | Nem        | Nem        | Igen       | társproducer, vágó, akciórendező |
| 2011 |                       | The Lie        | Nem        | Nem        | Igen       | akciórendező                     |
| 2012 | Az erő krónikája      | Chronicle      | Igen       | Sztori     | Nem        |                                  |
| 2015 | A fantasztikus négyes | Fantastic Four | Igen       | Igen       | Nem        |                                  |
| 2020 | Capone                | Capone         | Igen       | Igen       | Igen       | vágó                             |

Színészként
| Év   | Magyar cím        | Eredeti cím          | Szerep        | Megjegyzések |
| ---- | ----------------- | -------------------- | ------------- | ------------ |
| 2009 | A rajongó         | Big Fan              | Phil haverja  |              |
| 2013 | Az ítélet: család | Arrested Development | csavargó      | 1 epizód     |
| 2020 | Capone            | Capone               | Harris ügynök |              |
| 2021 |                   | On Cinema            | önmaga        | 1 epizód     |

## Fordítás
- Ez a szócikk részben vagy egészben  a   Josh Trank című angol Wikipédia-szócikk ezen változatának fordításán alapul.  Az eredeti cikk szerkesztőit annak laptörténete sorolja fel. Ez a jelzés csupán a megfogalmazás eredetét és a szerzői jogokat jelzi, nem szolgál a cikkben szereplő információk forrásmegjelöléseként.